# أنو ليوسيا
أنو ليوسيا (Άνω Λιόσια) هي مدينة في إقليم أتيكا في اليونان.
يبلغ عدد سكانها حوالي 31760 نسمة.